# Petterstjärnen (Junsele socken, Ångermanland)
Petterstjärnen är en sjö i Sollefteå kommun i Ångermanland och ingår i Ångermanälvens huvudavrinningsområde.